# Historyzm w Niemczech

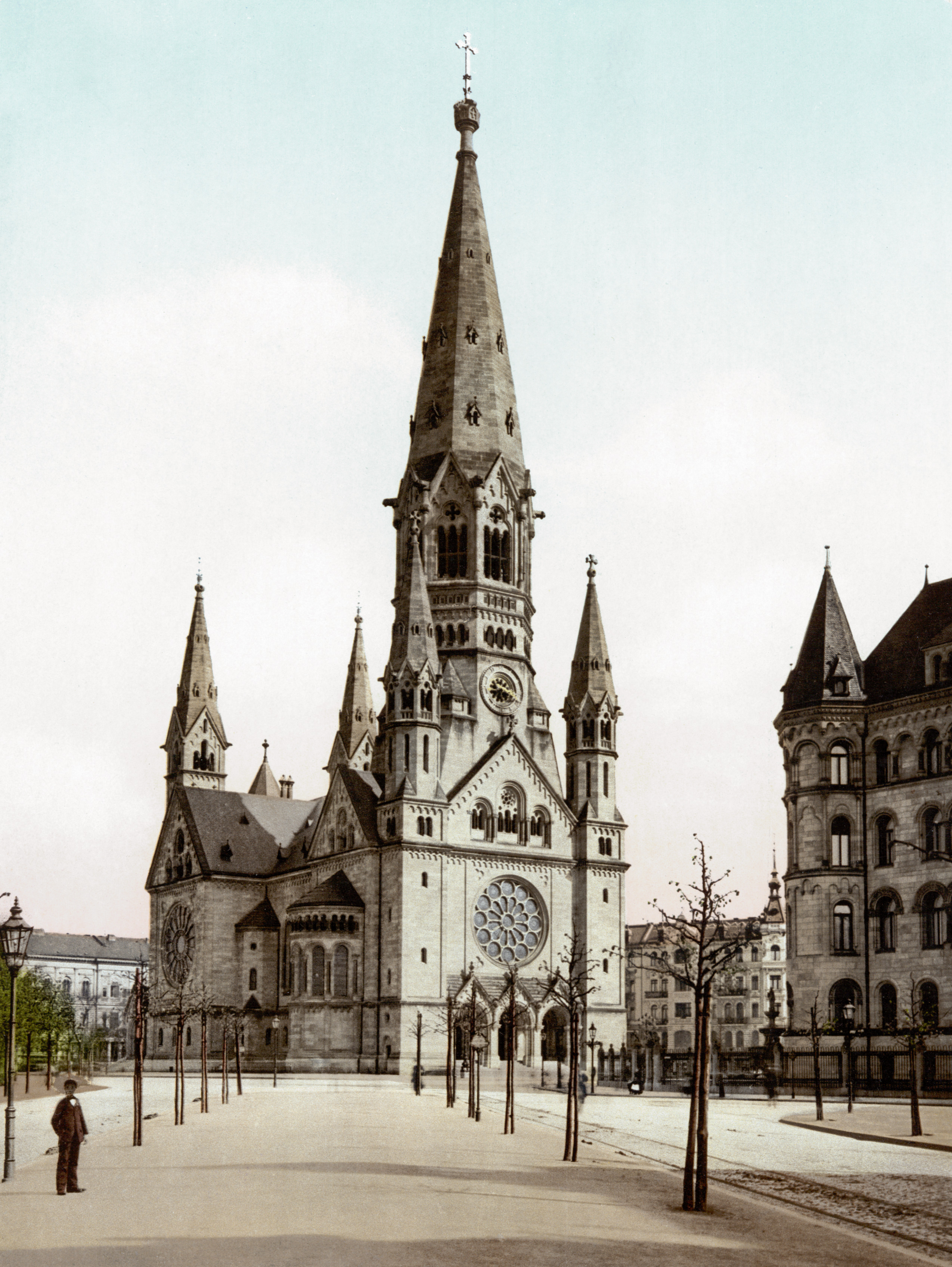
Niemiecki neoromanizm: F. Schwechten, Kościół Pamięci w Berlinie

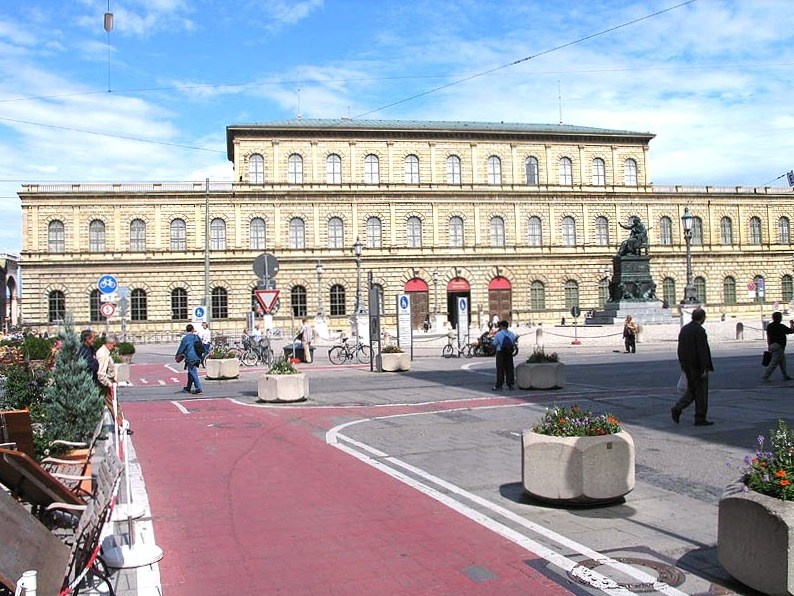
Niemiecki styl arkadowy: L. von Klenze, skrzydło zamku w Monachium

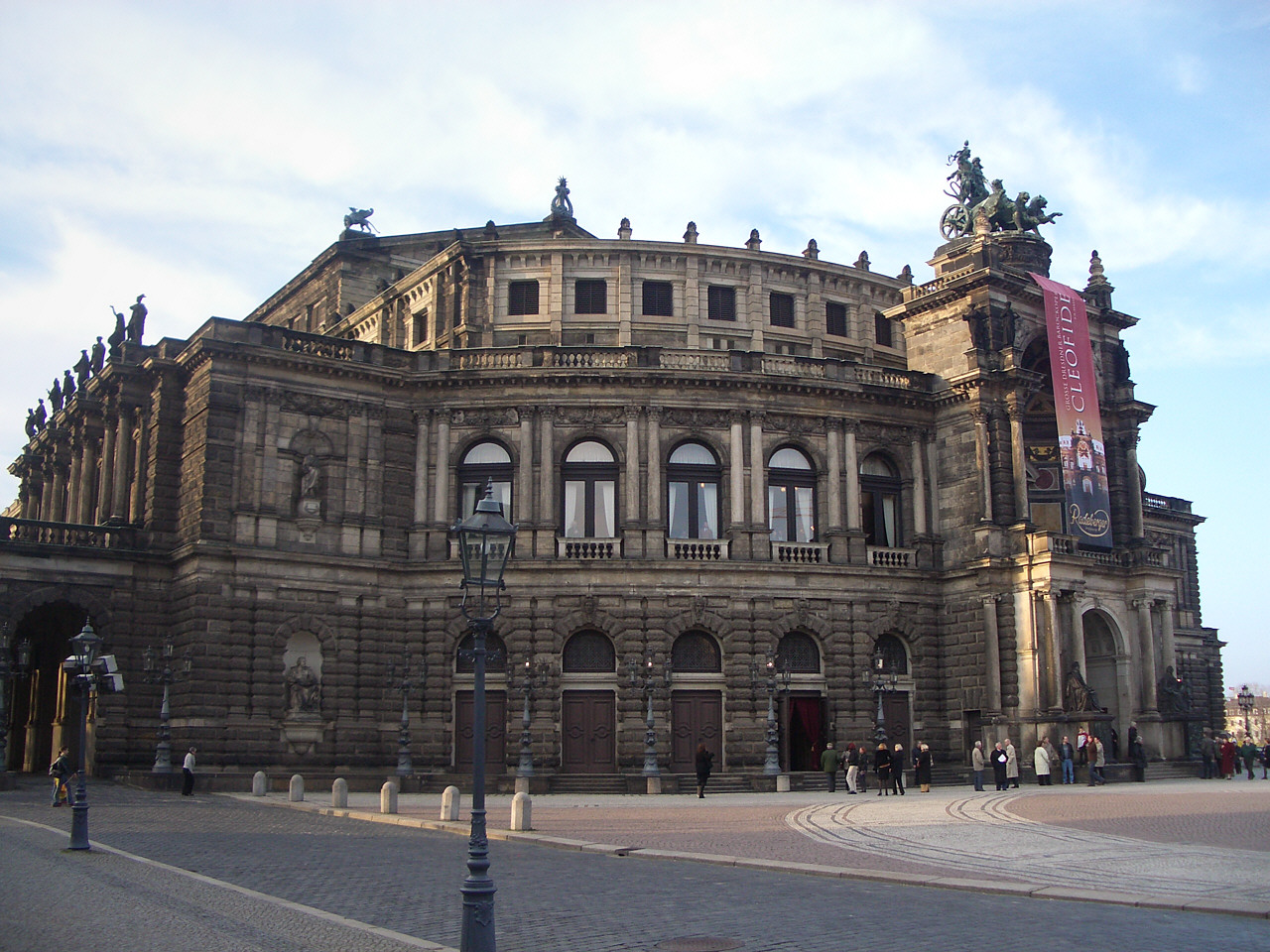
Niemiecki neorenesans: G. Semper, Teatr Miejski w Dreźnie

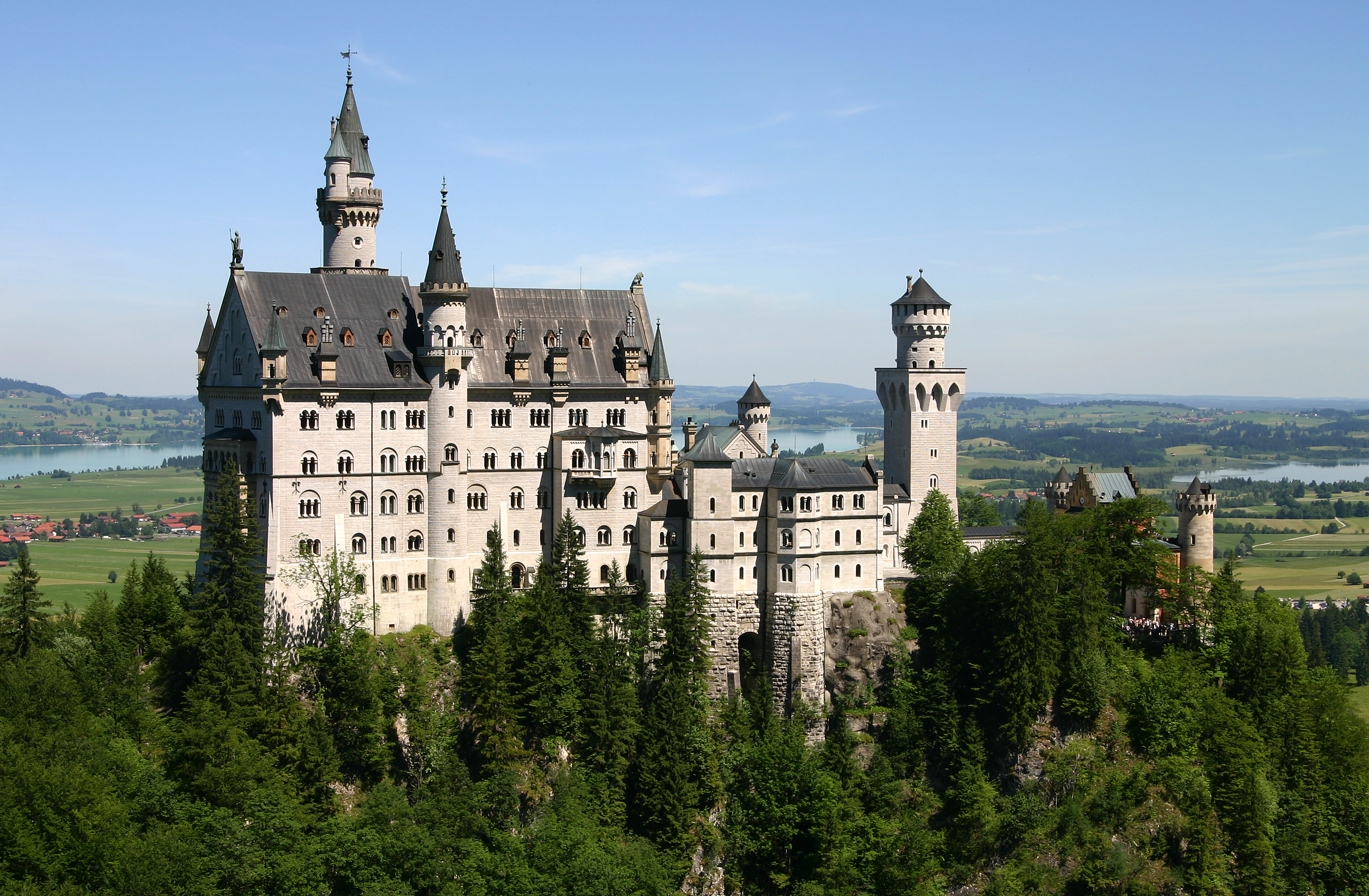
Niemiecki neoromanizm: Zamek Neuschwanstein

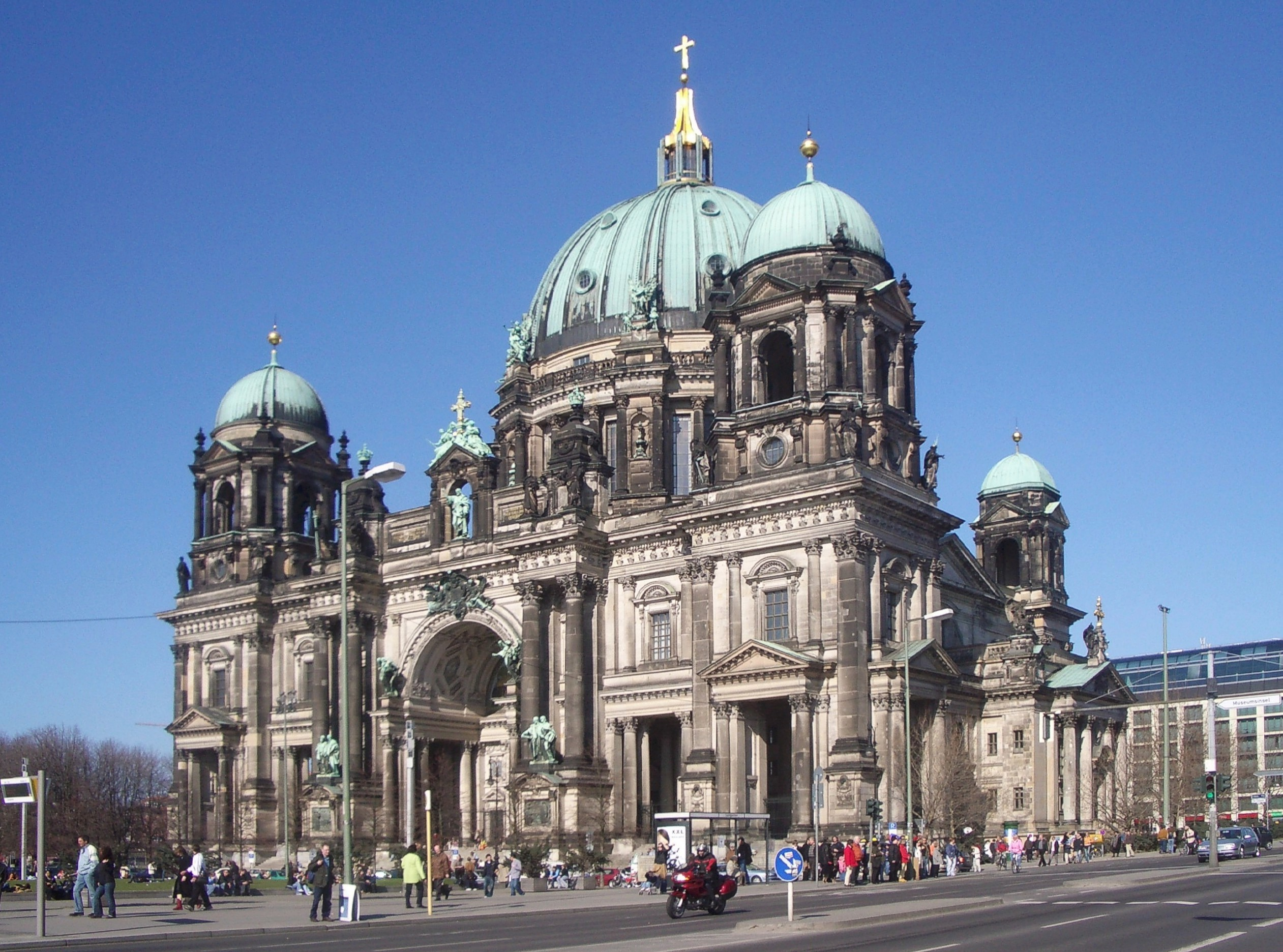
Niemiecki neobarok: J.K. Raschdorff, katedra w Berlinie

Historyzm w architekturze Niemiec pojawiał się już sporadycznie w latach 70. XVIII wieku, lecz jego właściwy początek ma związek z wojnami o wyzwolenie ojczyzny w czasach napoleońskich. Impulsem do przywołania motywów patriotycznych było odnalezienie w 1814 i 1816 oryginalnego projektu katedry w Kolonii, co zaowocowało planami jej ukończenia oraz skojarzeniem gotyku z czasami średniowiecznej potęgi Niemiec. Neogotyk, wpierw w formach dość oddalonych od swego pierwowzoru, był stylem obecnym w licznych ratuszach i kościołach. Jednocześnie powstał w związku z zainteresowaniem konserwacją zabytków drugi prąd, tzw. styl arkadowy, nawiązujący do architektury romańskiej i częściowo renesansowej, nie odtwarzający jednak dosłownie form historycznych.
Od lat 30. XIX w. w związku z działalnością Sempera w Dreźnie wytworzył się konsekwentny neorenesans niemiecki. Jego uspokojone formy, regularnie rozmieszczone osie okienne i mocno zaznaczony cokół i gzymsy umożliwiły mu zastosowanie w architekturze mieszkaniowej, gdyż dawał odpowiadający ówczesnemu smakowi harmonijny obraz pierzei ulicznej. Nowe zadanie w architekturze, jakim jest dworzec kolejowy, zaowocowała również głównie budynkami neorenesansowymi, w samym Berlinie powstało kilkanaście dworców czołowych.
Ochrona zabytków, koncentrująca się głównie na kościołach, umożliwiła naukowe podejście do gotyku i romanizmu. Poza wznowieniem prac nad katedrą kolońską kończone są inne obiekty średniowieczne, nowe kościoły wznoszone są zaś w popartym badaniami naukowymi, lecz pozbawionym nierzadko fantazji neogotyku. W latach 60. i 70. XIX w. powstają nowe ratusze w Berlinie i Monachium.
Po zjednoczeniu Niemiec w 1871 r. wznoszone były liczne budynki reprezentacyjne dla nowo powstałego cesarstwa oraz lokalnych książąt i hrabiów, m.in. rezydencja w Poznaniu.
Po krótkim epizodzie architektura secesji około 1905 rozwijał się eklektyczny styl czerpiący z klasycyzmu, baroku i integrujący pewne motywy secesyjne; nierzadko forma obiektów była zapowiedzią rodzącego się modernizmu.

## Wybrane przykłady historyzmu w Niemczech
(lista chronologiczna)
- kościół Friedricha Werdera (Friedrichwerdersche Kirche) w Berlinie, Karl Friedrich Schinkel, 1824–1830 – neogotycki w detalu i ogólnej dyspozycji rzutu, lecz o antykizującej i stosunkowo statycznej bryle
- gmach Wyższej Szkoły Technicznej w Karlsruhe, Heinrich Hübsch, 1832–1855 – kubiczny budynek z czerwonego piaskowca w stylu arkadowym, zdobiony jedynie gzymsami i romanizującą formą ościeży i bramy
- Teatr Dworski w Dreźnie (tzw. Semperoper), Gottfried Semper, 1838–1841, po zniszczeniu przez pożar zastąpiony przez Nowy Teatr Miejski tego samego architekta, 1871-1878
- ukończenie katedry w Kolonii, Ernst Friedrich Zwirner i Richard Voigtel, 1842–1880 – w ogólnej dyspozycji na podstawie odnalezionych średniowiecznych planów, jednak nawy i wieże cechują się postulowaną w neogotyku czystością i pełnią formy
- Stara Galeria Narodowa (Alte Nationalgalerie) w Berlinie, Friedrich August Stüler, 1866–1876 – swobodnie interpretujący temat klasycznej architektury
- zamek Neuschwanstein koło Füssen w Bawarii, Christian Jank, Eduard Riedel i Julius Hofmann, 1868–1892 – neoromański, o fantastycznych formach, wzniesiony dla króla Ludwika II
- gmach Reichstagu w Berlinie, Paul Wallot, 1884–1894 – neobarokowy, na planie prostokąta wokół dwóch dziedzińców. Centralnemu korpusowi mieszczącemu hol i nakrytą szklaną kopułą salę plenarną towarzyszą symetrycznie otaczające dziedzińce skrzydła biurowe z przysadzistymi wieżyczkami w narożnikach. Główny ryzalit poprzedzony portykiem z ośmioma kolumnami
- Kościół Pamięci im. cesarza Wilhelma (Kaiser-Wilhelm-Gedächtniskirche) w Charlottenburgu (ob. dzielnica Berlina), Franz Schwechten, 1890–1895 – synteza romańskich kościołów z rejonu Nadrenii z wysoką kamienną wieżą
- ewangelicka katedra w Berlinie, Julius Carl Raschdorff, 1894–1905 – neobarokowy kościół centralny z kopułą na wysokim tamburze i czterema narożnymi wieżyczkami, łączący funkcję kościoła kaznodziejskiego, miejsca uroczystości państwowych oraz kościoła grzebalnego Hohenzollernów

## Główni przedstawiciele historyzmu w Niemczech
Martin Gropius | Konrad Wilhelm Hase | Felix Henry | James Hobrecht | Alexis Langer | Karl Friedrich Schinkel | Franz Schwechten | Gottfried Semper | Friedrich August Stüler